# Карла Квінт
Карла Квінт (нід. Carla Quint, 22 вересня 1972) — нідерландська ватерполістка.
Учасниця Олімпійських Ігор 2000 року. Срібна медалістка Чемпіонату світу з водних видів спорту 1998 року.